# Риццо, Марко
Марко Риццо (итал. Marco Rizzo; род. 12 октября 1959, Турин) — итальянский политик, лидер нынешней Коммунистической партии (2009—2023).

## Биография
Сын Армандо Риццо, рабочего на предприятии Fiat в туринском районе Мирафьори с 36-летним стажем. В молодости попадал под следствие из-за своего участия в группах обеспечения порядка внепарламентского крайне левого молодёжного движения. После возникновения Партии коммунистического возрождения возглавил её туринское отделение (однако, в 1998 году лидер ПКВ Фаусто Бертинотти отозвал поддержку первому правительству Проди, и 11 октября 1998 года Армандо Коссутта, Дилиберто, Риццо и их сторонники в знак несогласия с таким политическим шагом вышли из партии и сформировали Партию итальянских коммунистов, которая поддержала новое левоцентристское правительство во главе с Массимо Д’Алема). Участник римского марша за мир на Ближнем Востоке, в ходе которого отдельные экстремисты скандировали: «Десять, сто, тысяча Насирий». В 2007 году подвергался критике со стороны левоцентристов и профсоюзов за предложение в ходе референдума о системе социального обеспечения направить людей для голосования на нескольких избирательных участках с целью доказать его подложность. В свою очередь, обвинил Демократическую партию в изначальной идейной связи с масонской ложей П-2, заявив, что настоящие левые должны быть никем иными, как противниками апологетов свободного рынка и антикапиталистами — «кто с этим не согласен, идут в Демократическую партию». Осуждал отказ левых от использования в качестве эмблемы серпа и молота при подготовке к парламентским выборам 2008 года и после поражения на них предложил начать движение к «новой коммунистической партии, состоящей только из коммунистов, которые желают радикально изменить это общество. Коллегиальной партии без руководства, потому что руководство — это от правых». В июне 2009 года исключён из Партии итальянских коммунистов после того, как та обвинила Риццо в сотрудничестве с Италией ценностей в ходе выборов в Европарламент, а он лидера ПИК Дилиберто — в связях с масонами.
С 1994 по 2006 год — член Палаты депутатов Италии (с 13 июня 2001 года являлся заместителем председателя Смешанной фракции).
С 2004 по 2009 год — депутат Европейского парламента. Член фракции Европейские объединённые левые / Лево-зелёные Севера, являлся заместителем председателя Комиссии по внутреннему рынку и защите потребителей, а также Делегации по связям со странами Центральной Америки.
3 июля 2009 года Риццо представил основанное им движение Comunisti — Sinistra popolare (Коммунисты — Народные левые), которое в 2012 году было реорганизовано в движение «Коммунисты народные левые — Коммунистическая партия», а в январе 2014 года — в Коммунистическую партию.
5 июня 2016 года в первом туре выборов мэра Турина, в которых участвовал при поддержке одной только Коммунистической партии, получил 0,86 % голосов.
В январе 2023 года Центральный комитет Компартии избрал новым генеральным секретарём Альберто Ломбардо.
28 января 2024 года на учредительном съезде в Риме избран координатором новой партии Суверенная народная демократия (Democrazia Sovrana Popolare), заявившая себя пацифистской и антиэлитарной политической силой.

## Труды
- Почему всё ещё коммунисты. Причины выбора (Perché ancora comunisti. Le ragioni di una scelta. — Baldini Castoldi Dalai, Milano. — 2007. ISBN 978-88-6073-329-0)
- Европейский переворот. Коммунисты против Союза (Il golpe europeo. I comunisti contro l’Unione. — Baldini Castoldi Dalai. Milano. — 2012. ISBN 978-88-6762-087-6)